# Youkin
Youkin est une commune rurale située dans le département de Tibga de la province du Gourma dans la région de l'Est au Burkina Faso.

## Santé et éducation
Le centre de soins le plus proche de Youkin est le centre de santé et de promotion sociale (CSPS) de Tibga.